# Rio Lucala

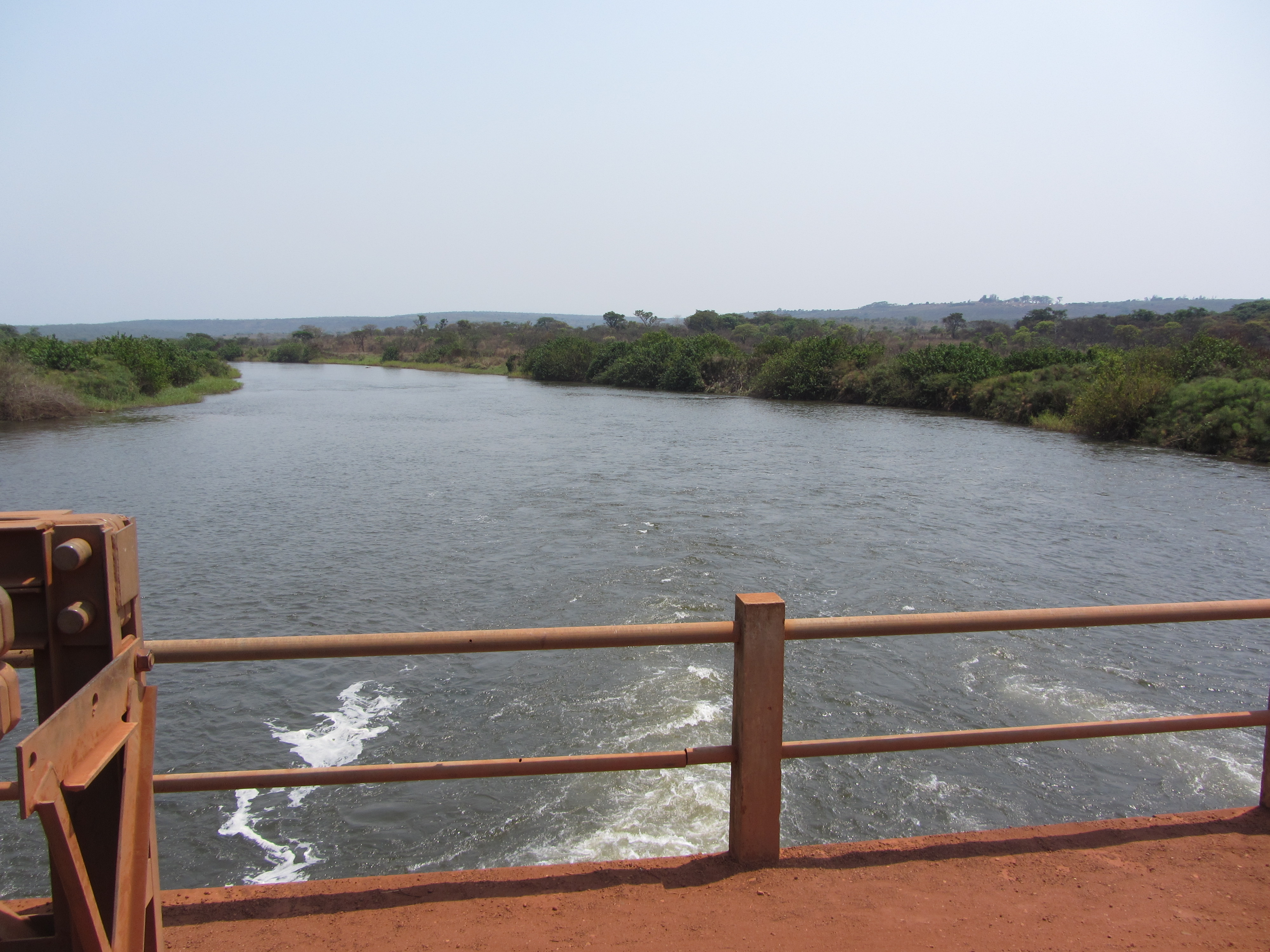
A seguir às quedas de Calandula, a ponte da estrada EN-140 entre a vila de Cota e a cidade de Calandula.

O rio Lucala é um curso d'água angolano, que flui do norte para o sul, afluente do rio Cuanza e um dos principais componentes da bacia do Cuanza. O rio é importante recurso hídrico das províncias do Uíge, Malanje e Cuanza Norte. É conhecido por dar origem às Quedas de Calandula.